# Matilde Campilho
Matilde Campilho (Lisboa, 20 de Dezembro de 1982) é uma escritora portuguesa.

## Biografia
Matilde Campilho, nascida em Portugal, em 1982, é escritora e poeta formada em Literatura e História da Arte. Residiu no Rio de Janeiro por três anos (2010-2013), período em que publicou poemas em diversos meios digitais e impressos, incluindo os jornais O Globo e Folha de S. Paulo.
Em 2015, lançou seu livro, Jóquei, no Brasil, que se destacou na Festa Literária Internacional de Paraty (Flip), sendo a autora mais vendida na FLIP 2015. Foi semifinalista do Prêmio Oceanos. Desde então, consolidou-se como uma importante revelação da literatura em língua portuguesa. Em 2024, seu livro mais recente, Flecha, uma obra composta por pequenas narrativas em prosa, também foi publicado no Brasil, pela Editora 34.
Participou do Programa Sangue Latino, apresentado pelo jornalista Eric Nepomuceno, que destaca pensadores e novas promessas da cultura latino-americana e portuguesa. A entrevista com Campilho ganhou grande repercussão nas redes sociais, especialmente no Instagram e TikTok. A entrevista foi, posteriormente, retransmitida na Globoplay.

## Obras
Entre as suas obras encontram-se:
- 2014 - Jóquei, Editora Tinta-da-China (Portugal)[22]
- 2015 - Jóquei, re-editado pela Editora 34 (Brasil)
- 2020 - Flecha, Editora Tinta-da-China (Portugal)[23][24]
- 2024 - Flecha, re-editado pela Editora 34 (Brasil)[25]